# چلنج کاپ آسیا ۲۰۰۸
چلنج کاپ آسیا ۲۰۰۸ دومین دوره چلنج کاپ آسیا یک تورنمنت فوتبال برای تیم‌های ملی اعضای ضعیف تر کنفدراسیون فوتبال آسیا بود که مرحله نهایی آن با شرکت ۸ تیم در دو گروه ۴ تیمی از ۱۳ ژوئیه تا ۳۰ اوت در کشور هند برگزار شد. تیم‌های ملی فوتبال هند، تاجیکستان و کره‌شمالی عناوین اول تا سوم این مسابقات را به دست اوردند.
هند قهرمان این مسابقات و فاتح دوره سوم رقابتها که در سال ۲۰۱۰ برگزار می‌شود، برای شرکت در جام ملت‌های آسیا ۲۰۱۱ برگزیده خواهند شد.

## میزبانی
ای اف سی ابتدا میزبانی مسابقات را به کشور تایوان داد، اما به دلیل دست نیافتن این کشور به استانداردهای مورد نظر، هند برای میزبانی مسابقات انتخاب شد. شهر حیدرآباد میزبان این مسابقات بود اما بازی‌های فینال و رده‌بندی که به دلیل باران شدید در دهلی نو برگزار شد

## تاریخچه چلنج کاپ آسیا
با آغاز ریاست محمد بن همام قطری بر ای‌اف سی و در چارچوب برنامه‌های او برای نوسازی ساختار فوتبال آسیا قرار بر این شد که مسابقات مقدماتی جام جهانی، مقدماتی جام ملت‌های آسیا و مسابقات باشگاهی قاره به شکلی برگزار شود که با کاهش مسابقات بین تیم‌های بسیار قوی و بسیار ضعیف فوتبال قاره، انگیزه هر دو گروه برای شرکت در مسابقات افزایش پیدا کند. در این چارچوب کشورهای عضو ای‌اف‌سی (که هم‌اکنون با اضافه شدن استرالیا از ژانویه ۲۰۰۶ و عضویت جزایر ماریانا شمالی ۴۶ عضو دارد) با توجه به سطح مهارت و سابقه فوتبالی‌شان به سه درجه پیشرفته، در حال پیشرفت و نوظهور تقسیم شدند. تیم‌های قرار گرفته در گروه کشورهای نوظهور در مسابقات مقدماتی جام ملت‌های آسیا شرکت نمی‌کنند و به جای آن تورنمنت جدیدی با نام چلنج کاپ آسیا به عنوان مرحله انتخابی جام ملت‌های آسیا برای آنان طراحی شد.

## تیم‌های شرکت کننده
مطابق مقررات ای اف سی فقط تیم‌های قرار گرفته در گروه کشورهای نوظهور حق شرکت در این مسابقات را دارند. اما با صلاحدید ای‌اف‌سی ممکن است از کشورهای دیگر نیز برای شرکت در این مسابقات دعوت شود.
هند و بنگلادش در مسابقات سال ۲۰۰۶ از گروه در حال پیشرفت در این مسابقات شرکت کردند. در دومین دوره مسابقات در سال ۲۰۰۸ علاوه بر این دو، تیم‌های ملی کشورهای کره شمالی، برمه و ترکمنستان نیز در این مسابقات حضور یافتند.
| ۱. کرهٔ شمالی ۲. ترکمنستان ۳. هند ۴. برمه | ۵. تاجیکستان ۶. سری‌لانکا ۷. نپال ۸. قرقیزستان | ۹. فلسطین (انصراف) ۱۰. تایوان ۱۱. بنگلادش ۱۲. برونئی | ۱۳. پاکستان ۱۴. کامبوج ۱۵. فیلیپین ۱۶. افغانستان | ۱۷. بوتان ۱۸. ماکائو ۱۹. گوآم ۲۰. لائوس (انصراف) |

## ورزشگاه‌ها
| Gachibowli Athletic Stadium | Lal Bahadur Shastri Stadium | Ambedkar Stadium |
| ظرفیت: ۳۰٬۰۰۰               | ظرفیت: ۳۰٬۰۰۰               | ظرفیت: ۲۰٬۰۰۰    |
|                             |                             |                  |

## تیم‌های صعود کننده
- هند (میزبان)
- کرهٔ شمالی (صعود مستقیم)
- ترکمنستان (صعود مستقیم)
- برمه (صعود مستقیم)
- سری‌لانکا (برنده گروه A)
- تاجیکستان (برنده گروه B)
- افغانستان (برنده گروه C)
- نپال (برنده گروه D)

## مرحله گروهی
تمامی زمان‌ها بر اساس ساعت استاندارد هندوستان (IST) – یوتی‌سی ۵:۳۰+
| راهنمای رنگهای جدول                                |
| -------------------------------------------------- |
| تیم‌های اول و دوم هر گروه به مرحله حذفی صعود می‌کنند |

### گروه A
| تیم       | بازی | برد | تساوی | باخت | گل زده | گل خورده | تفاضل گل | امتیاز |
| --------- | ---- | --- | ----- | ---- | ------ | -------- | -------- | ------ |
| هند       | 3    | 2   | 1     | 0    | 4      | 2        | +2       | 7      |
| تاجیکستان | 3    | 1   | 2     | 0    | 5      | 1        | +4       | 5      |
| ترکمنستان | 3    | 1   | 1     | 1    | 6      | 2        | +4       | 4      |
| افغانستان | 3    | 0   | 0     | 3    | 0      | 10       | −10      | 0      |

| ترکمنستان | ۰–۰   | تاجیکستان |
| --------- | ----- | --------- |
|           | گزارش |           |

| هند            | ۱–۰   | افغانستان |
| -------------- | ----- | --------- |
| Lawrence ۹۰+۲' | گزارش |           |

| تاجیکستان  | ۱–۱   | هند                     |
| ---------- | ----- | ----------------------- |
| Rabiev ۱۱' | گزارش | Tuychiev ۶۱' (گل‌به‌خودی) |

| افغانستان | ۰–۵   | ترکمنستان                                |
| --------- | ----- | ---------------------------------------- |
|           | گزارش | Öwekow ۱'، ۴۱'، ۷۷'، ۸۰' · Krendelev ۲۳' |

| ترکمنستان        | ۱–۲   | هند             |
| ---------------- | ----- | --------------- |
| Orazmämmedow ۸۴' | گزارش | Bhutia ۵۴'، ۸۰' |

| افغانستان | ۰–۴   | تاجیکستان                              |
| --------- | ----- | -------------------------------------- |
|           | گزارش | Rabiev ۱۴'، ۴۴'، ۵۶' · Tukhtasunov ۳۹' |

### گروه B
| تیم       | بازی | برد | تساوی | باخت | گل زده | گل خورده | تفاضل گل | امتیاز |
| --------- | ---- | --- | ----- | ---- | ------ | -------- | -------- | ------ |
| کرهٔ شمالی | 3    | 3   | 0     | 0    | 5      | 0        | +5       | 9      |
| برمه      | 3    | 2   | 0     | 1    | 6      | 2        | +4       | 6      |
| نپال      | 3    | 1   | 0     | 2    | 3      | 4        | −1       | 3      |
| سری‌لانکا  | 3    | 0   | 0     | 3    | 1      | 9        | −8       | 0      |

| کرهٔ شمالی                                    | ۳–۰   | سری‌لانکا |
| -------------------------------------------- | ----- | -------- |
| Peiris ۵' (گل‌به‌خودی) · Pak Song-Chol ۹'، ۲۷' | گزارش |          |

| برمه                                                     | ۳–۰   | نپال |
| -------------------------------------------------------- | ----- | ---- |
| Yazar Win Thein ۶۶' · Myo Min Tun ۷۶' · Soe Myat Min ۸۶' | گزارش |      |

| سری‌لانکا       | ۱–۳   | برمه                                              |
| -------------- | ----- | ------------------------------------------------- |
| Jayasuriya ۵۱' | گزارش | Soe Myat Min ۴۷' · Yan Paing ۷۰' · Si Thu Win ۸۵' |

| نپال | ۰–۱   | کرهٔ شمالی         |
| ---- | ----- | ----------------- |
|      | گزارش | Pak Song-Chol ۳۹' |

| کرهٔ شمالی     | ۱–۰   | برمه |
| ------------- | ----- | ---- |
| Ro Hak-Su ۱۵' | گزارش |      |

| نپال                                     | ۳–۰   | سری‌لانکا |
| ---------------------------------------- | ----- | -------- |
| Sahukhala ۱۴' · J.M. Rai ۵۵' · Anjan ۶۸' | گزارش |          |

## مرحله حذفی
|  | نیمه‌نهایی‌           | نیمه‌نهایی‌           |   |                    | نهایی              | نهایی |  |
|  |                     |                     |   |                    |                    |       |  |
|  | ۰۷ آگوست - حیدرآباد |                     |   |                    |                    |       |  |
|  | هند                 | ۱                   |   |                    |                    |       |  |
|  | برمه                | ۰                   |   |                    |                    |       |  |
|  |                     |                     |   |                    |                    |       |  |
|  |                     |                     |   |                    | ۱۳ آگوست - دهلی نو |       |  |
|  |                     |                     |   |                    | هند                | ۴     |  |
|  |                     | تاجیکستان           | ۱ |                    |                    |       |  |
|  |                     |                     |   |                    |                    |       |  |
|  |                     |                     |   |                    |                    |       |  |
|  |                     |                     |   |                    | مقام سومی          |       |  |
|  | ۰۷ آگوست - حیدرآباد | ۰۷ آگوست - حیدرآباد |   | ۱۳ آگوست - دهلی نو | ۱۳ آگوست - دهلی نو |       |  |
|  | کرهٔ شمالی           | ۰                   |   | کرهٔ شمالی          | ۴                  |       |  |
|  | تاجیکستان           | ۱                   |   |                    | برمه               | ۰     |  |

### نیمه نهایی
| هند         | ۱–۰   | برمه |
| ----------- | ----- | ---- |
| Chhetri ۸۲' | گزارش |      |

| کرهٔ شمالی | ۰–۱   | تاجیکستان      |
| --------- | ----- | -------------- |
|           | گزارش | Mukhidinov ۳۹' |

### رده‌بندی
| برمه | ۰–۴   | کرهٔ شمالی                                            |
| ---- | ----- | ---------------------------------------------------- |
|      | گزارش | Pak Song-Chol ۱۰'، ۱۲'، ۴۴' (پنالتی) · Ro Hak-Su ۵۳' |

### فینال
| هند                               | ۴–۱   | تاجیکستان      |
| --------------------------------- | ----- | -------------- |
| Chhetri ۹'، ۲۳'، ۷۵' · Bhutia ۱۸' | گزارش | Fatkhuloev ۴۴' |

## قهرمان
| قهرمان جام مبارزان آسیا ۲۰۰۸ |
| ---------------------------- |
| · هند · First عنوان          |

## جوایز
| بازی جوانمردانه | بازی جوانمردانه | بازی جوانمردانه | کفش طلایی     | کفش طلایی     | کفش طلایی     | بهترین بازیکن   | بهترین بازیکن   | بهترین بازیکن   |
| --------------- | --------------- | --------------- | ------------- | ------------- | ------------- | --------------- | --------------- | --------------- |
| هند             | هند             | هند             | Pak Song-Chol | Pak Song-Chol | Pak Song-Chol | Baichung Bhutia | Baichung Bhutia | Baichung Bhutia |

## گل زنان برتر
| ۶ گل - Pak Song-Chol ۴ گل - سونیل چتری - Yusuf Rabiev - Guwançmuhammet Öwekow ۳ گل - Baichung Bhutia ۲ گل - Soe Myat Min - Ro Hak-Su ۱ گل - Climax Lawrence - Myo Min Tun - Si Thu Win - Yan Paing - Yazar Win Thein | ۱ گل - K.C. Anjan - Ju Manu Rai - Santosh Sahukhala - Kasun Jayasuriya - Fatkhullo Fatkhuloev - Dzhomikhon Mukhidinov - Davronjon Tukhtasunov - Vyacheslav Krendelev - Ýusup Orazmämmedow گل بخودی - Madushka Peiris (به نفع کره شمالی) - Alisher Tuychiev (به نفع هند) |  |